# 比约恩·米歇尔
比约恩·米歇尔（德語：Björn Michel，1975年2月7日—），德国男子曲棍球运动员。他曾代表德国参加2000年和2004年夏季奥林匹克运动会曲棍球比赛，其中2004年奥运会获得一枚铜牌。